# Ton Koopman
Ton Koopman (Zwolle, 2 ottobre 1944) è un direttore d'orchestra, organista e clavicembalista olandese.

## Biografia
Nato nel 1944, Ton Koopman ricevette un'educazione classica. Successivamente studiò musicologia, organo con Simon Jansen e clavicembalo con Gustav Leonhardt. Si specializzò in musica barocca e ricevette il premio di eccellenza in entrambi gli strumenti.
Nel 1979 fondò la Amsterdam Baroque Orchestra, e, nel 1992, l'Amsterdam Baroque Choir, successivamente divenuti Amsterdam Baroque Orchestra & Choir. Specializzato in musica barocca, principalmente nei repertori relativi a Dietrich Buxtehude e Johann Sebastian Bach, Ton Koopman è un sostenitore della prassi storicamente informata. L'unica eccezione al suo abituale repertorio di musica antica è stata la direzione del Concert champêtre (1928) per clavicembalo e orchestra di Francis Poulenc.
L'attività di concertista lo ha portato a esibirsi in tutto il mondo, sia come solista che come direttore. La sua vasta discografia comprende di Bach l'integrale delle cantate e delle opere per organo, la Passione secondo Matteo (due registrazioni), la Passione secondo Giovanni, la Messa in Si minore, l'Oratorio di Natale, una registrazione della sua ricostruzione della Passione secondo Marco e concerti e opere per clavicembalo, inoltre di Haydn tutti i concerti per clavicembalo e alcune sinfonie, di Mozart la Messa dell'incoronazione, il Requiem e alcune sinfonie, di Vivaldi Le quattro stagioni, di Händel il Messiah e i concerti per organo e molti altri brani.
Fra le case discografiche che hanno pubblicato suoi cd si citano la Erato, Teldec, Sony, Philips Records e Deutsche Grammophon. Nel 2002 ha fondato una propria etichetta discografica, la Antoine Marchand, traduzione francese del suo nome.
Fra il 1994 e il 2004 ha eseguito e registrato l'integrale delle cantate di Johann Sebastian Bach, impresa che gli ha valso il premio Deutsche Schallplattenpreis Echo Klassik 1997, il premio Berlioz e il BBC Award, oltre alle nomination per il Grammy Award e per il Gramophone Award. Nel 2005 ha dato inizio alla Dieterich Buxtehude - Opera Omnia, un progetto per registrare l'integrale delle opere di Dietrich Buxtehude. Da ottobre 2006 sono stati pubblicati diciassette volumi.
Dal 2004 è presidente della International Dieterich Buxtehude Society, e, nel 2012, ha ricevuto il Buxtehude-Preistränger dalla città di Lubecca e il Bach-Preistränger dalla città di Lipsia. Inoltre, Koopman ha pubblicato numerosi saggi e testi critici, collaborando con la Breitkopf & Härtel e con la Carus-Verlag. Oltre alla cattedra di clavicembalo al Conservatorio Reale dell'Aia, Koopman è professore presso l'Università di Leida e membro onorario della Royal Academy of Music di Londra. È inoltre direttore del festival Itinéraire Baroque e direttore ospite di numerose orchestre internazionali.
Ton Koopman è un organista dotato di tecnica eccezionale (per coordinazione, ritmo e precisione) nell'utilizzo della pedaliera, riconosciuta universalmente dalla critica musicale, dai colleghi organisti e dal pubblico generale.

## Principali allievi
- Léon Berben
- Fabio Bonizzoni
- Wolfgang Glüxam
- Gerhard Gnann
- Roberto Loreggian
- Patrizia Marisaldi
- Tini Mathot
- Marco Mencoboni
- Paola Poncet
- Siegbert Rampe
- Andreas Staier
- Masaaki Suzuki
- Wolfgang Zerer